# Via Binário do Porto

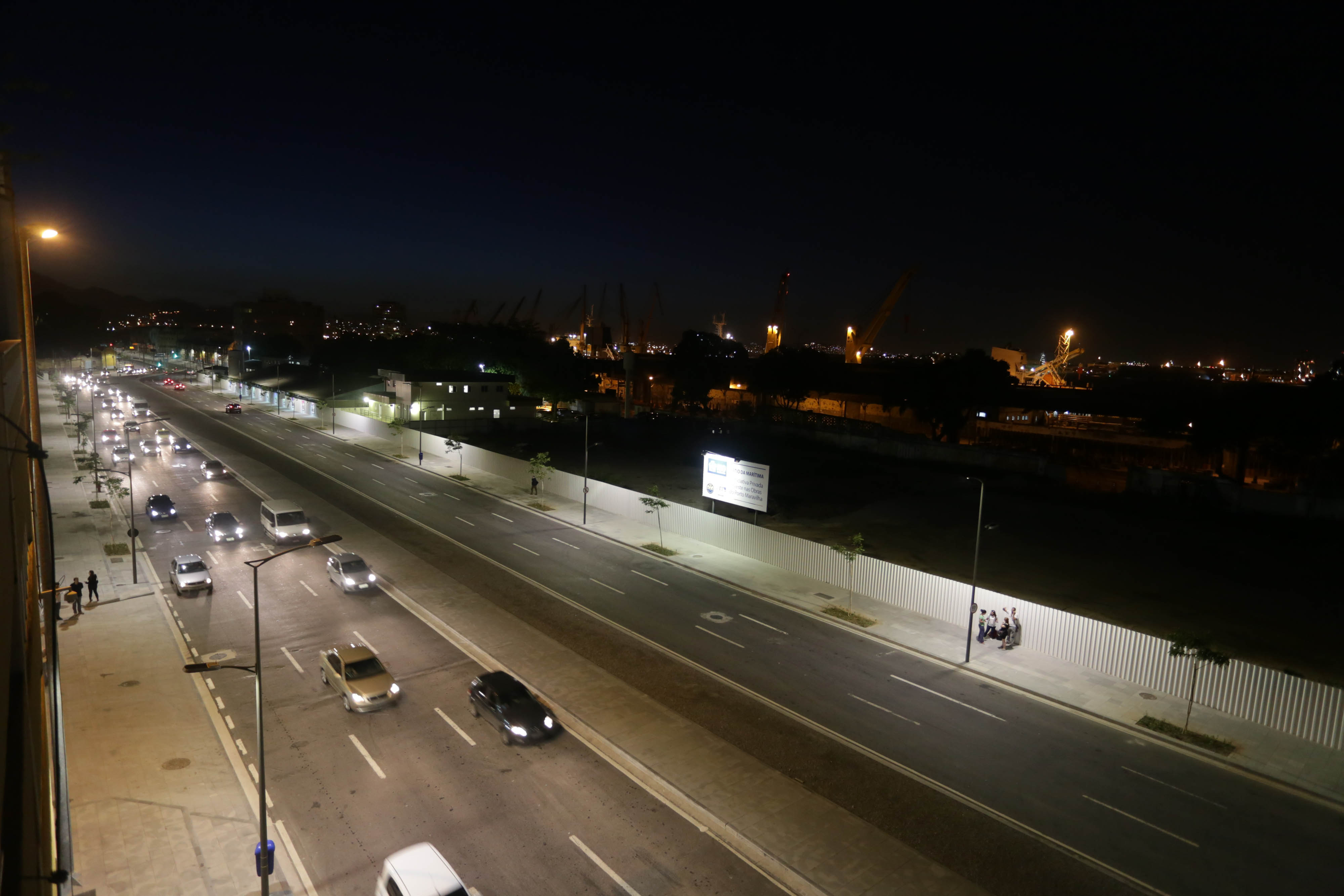
Via Binário, 2013

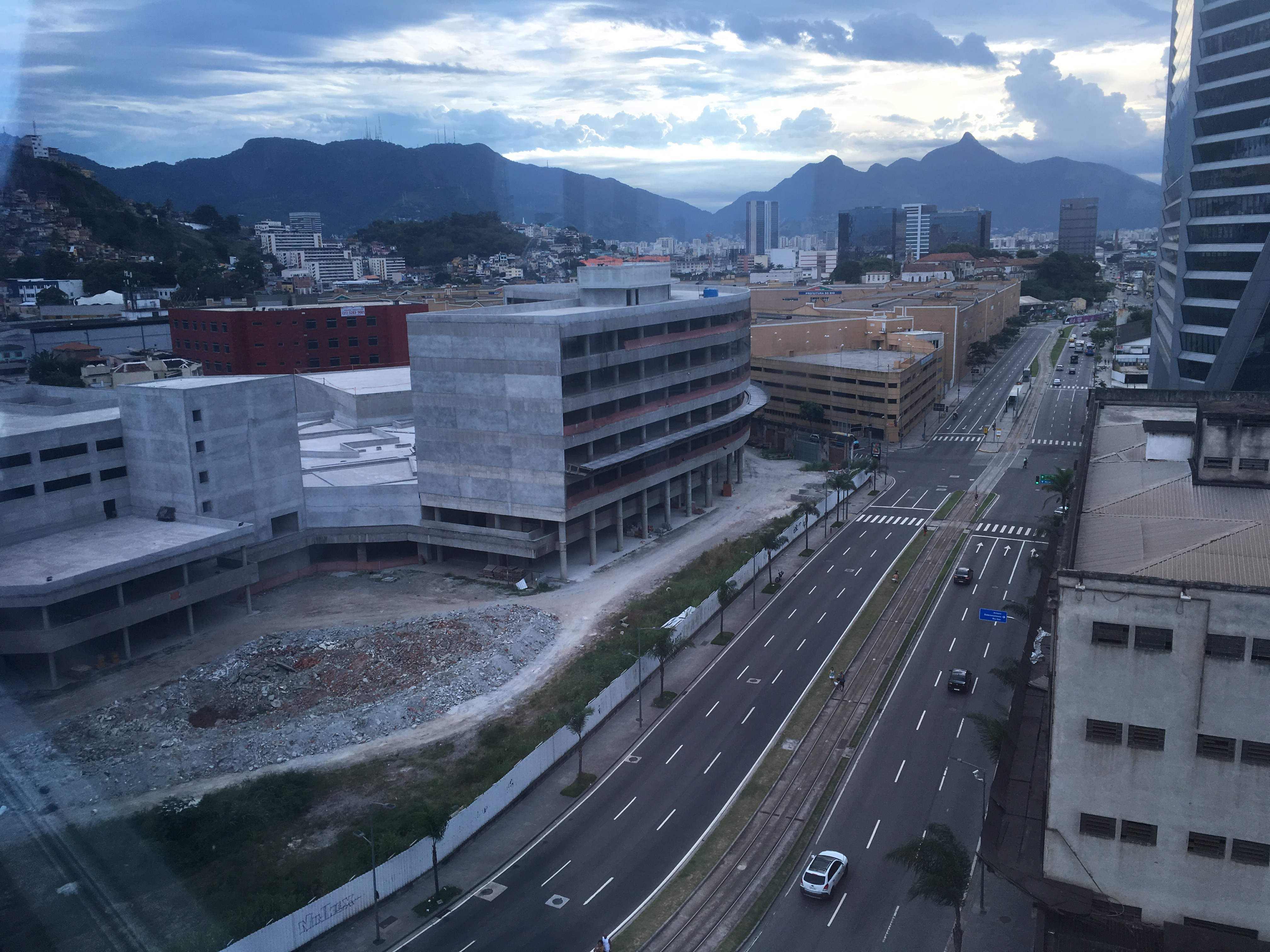
Via Binário, 2019

Die Via Binário do Porto, auch verkürzt Via Binário genannt, ist eine der innerstädtischen Hauptverkehrsadern der brasilianischen Millionenstadt Rio de Janeiro.

## Geografie
Die Via Binário ist eine sechsspurige Autobahn, die seit 2013 am Südrand des Anfang des 20. Jahrhunderts gebauten Neuen Hafens der damaligen Hauptstadt Brasiliens entlang führt. Sie verbindet die im Westen und Nordwesten Rios bestehenden Autobahnen Linha Vermelha und Avenida Brasil und die Rio-Niterói-Brücke im Norden und führt an den alten Stadtvierteln Rios Santo Christo, Gamboa und Saúde vorbei zur Innenstadt Rios.

## Geschichte
Die Via Binário ersetzt die aus den 1950er Jahren stammende Hochstraße Elevado da Perimetral, die ihrerseits bereits die Ost-West-Straße Avenida Rodrigues Alves entlasten sollte. Die neue Autobahn soll 70 % des Verkehrs der Perimetral aufnehmen. Weitere Entlastungen sollen durch die zu den Olympischen Sommerspielen 2016 fertigzustellende Straßenbahn, die VLT do Rio de Janeiro, und durch den Neubau zweier weiterer Straßentunnel erfolgen.
In drei Probeläufen wurde die Funktion der ersten 3, 5 km der neuen Autobahn getestet. Beim ersten Lauf im Oktober 2013 wurde die Funktion bei teilweiser Schließung der Hochstraße Perimetral getestet, gefolgt von einem Test der Verkehrsleittechnik. Der dritte Lauf erfolgte ohne Probleme, sodass die Autobahn am 2. November 2013 dem Verkehr übergeben werden konnte. Der Abriss der durch die Via Binariao do Porto ersetzten Teilstücke der Hochstraße Perimetral begann am darauffolgenden Tag und war im April 2014 beendet.

## Gesamtprojekt Hafenentwicklung
Die Stadt Rio de Janeiro hat seit einigen Jahren die Umgestaltung des Hafengebietes und der angrenzenden Industrie- und Wohnviertel in Angriff genommen. Das riesige Projekt trägt den Namen Porto Maravilha. Die durch den Bau der Autobahn Binario do Porto gefundene Lösung soll zu einer spürbaren Verbesserung der Verkehrssituation und der damit verbundenen Lärm- und Abgasbelastung in den aufgewerteten Stadtteilen führen und die umgestalteten Viertel auf diese Art attraktiver für Bewohner, Arbeitnehmer und Touristen machen.